# Aloïs De Laet
Aloïs De Laet (* 25. Oktober 1866 in Antwerpen, Belgien; † 19. Oktober 1949 ebenda) war ein belgischer Landschafts- und Figurenmaler.

## Leben
Als Autodidakt etablierte sich De Laet in Antwerpen. Dort wuchs er in der Nähe des Schipperskwartiers auf. Er erhielt Musikunterricht bei Peter Benoit und spielte das Piano im Lokal seiner Mutter. Befreundet war er mit dem Maler Frans Mortelmans, der in unmittelbarer Nachbarschaft wohnte. Hauptsächlich schuf er Landschaften und Figurenbilder, die vom Belgischen Luminismus geprägt waren, und bezeichnete sich später als „ersten sozialistischen Künstler Antwerpens“. Während des Ersten Weltkriegs lebte er als Exilant in Wimbledon. Dort gehörte er zum Kreis um Emile Claus.
Laut Hans Vollmer war De Laet Mitbegründer der Künstlervereinigung L’Art Contemporain. Auch gehörte er den Vereinigungen La Libre Esthétique, Eenigen, Vie et Lumière, de Scalden und Als ik kan an. 1910 zählte er zu den Gründern der Koninklijke Vereniging voor Natuur- en Stedenschoon.